# Brest (Francia)
Brest es una comuna y ciudad francesa situada en el departamento de Finisterre, en la región de Bretaña.

## Historia
Su vocación militar y marítima se remonta a la antigüedad, pues en la época del Imperio romano ya había sido una fortaleza romana en la zona. Del siglo IX, cabe destacar su castillo, posesión de los condes de León hasta el siglo XIII, momento en el que pasara a pertenecer a los duques de Bretaña. Fue tomada por Eduardo III de Inglaterra hasta el siglo XIV y, después, cedida a Juan IV de Bretaña en 1397. La ciudad recibe en el siglo XVI el título de villa; pero no tomó importancia hasta el siglo XVII cuando Richelieu estableció allí un puerto militar y, sobre todo, gracias a Luis XIV que estableció el primer gran puerto de la Marina Real: «Brest, idea de Richelieu, mano de Louis XIV». El puerto de Brest conoció un gran tráfico en el siglo XVIII. Tuvo su apogeo con la Revolución Industrial y se convirtió en el principal puerto comercial de la región. La ciudad fue frecuentemente bloqueada por los británicos durante las guerras revolucionarias francesas y las guerras napoleónicas.
Durante la Segunda Guerra Mundial la ciudad fue prácticamente destruida durante la batalla de Brest y entró en un periodo de decadencia: sus monumentos fueron destruidos, sus instalaciones militares bombardeadas y la marina de guerra transferida al Mediterráneo. Sin embargo, hoy Brest es una de las tres ciudades bretonas más importantes. De hecho, sus instalaciones están habilitadas para recibir buques de cualquier tamaño para tareas de reparación. Además, alberga la sede del Centro Nacional de Explotación de los Océanos y del Centro Oceanográfico de Bretaña. Por último, sus bases submarinas alemanas se han recuperado para instalar la base francesa de submarinos nucleares.

## Demografía[1]
| 24 180 | 25 865 | 22 130 | 26 361 | 48 225 | 29 773 | 55 820 | 61 160 | 54 665 | 67 833 | 79 847 | 66 270 | 66 828 | 69 110 | 70 778 | 75 854 | 74 538 | 84 284 | 85 294 | 90 540 | 73 960 | 67 861 | 69 841 | 79 342 | 74 991 | 110 713 | 136 104 | 154 023 | 166 826 | 156 060 | 147 956 | 149 634 | 145 200 | 142 722 |
| Para los censos de 1962 a 1999 la población legal corresponde a la población sin duplicidades (Fuente: INSEE [Consultar]) |        |        |        |        |        |        |        |        |        |        |        |        |        |        |        |        |        |        |        |        |        |        |        |        |         |         |         |         |         |         |         |         |         |

## Clima
El clima de Brest (pronunciado /bʁɛst/)  es un clima marítimo. Es un ejemplo perfecto de un clima oceánico pues las lluvias son abundantes a lo largo de todo el año. Brest recibe más lluvias en invierno que en verano debido a la depresión atlántica, a pesar de ello, las precipitaciones se mantienen altas a lo largo del año. Las horas de sol son bastantes reducidas, otro rasgo típico del clima marítimo. 
| Parámetros climáticos promedio de Brest (France) | Parámetros climáticos promedio de Brest (France) | Parámetros climáticos promedio de Brest (France) | Parámetros climáticos promedio de Brest (France) | Parámetros climáticos promedio de Brest (France) | Parámetros climáticos promedio de Brest (France) | Parámetros climáticos promedio de Brest (France) | Parámetros climáticos promedio de Brest (France) | Parámetros climáticos promedio de Brest (France) | Parámetros climáticos promedio de Brest (France) | Parámetros climáticos promedio de Brest (France) | Parámetros climáticos promedio de Brest (France) | Parámetros climáticos promedio de Brest (France) | Parámetros climáticos promedio de Brest (France) |
| Mes                                              | Ene.                                             | Feb.                                             | Mar.                                             | Abr.                                             | May.                                             | Jun.                                             | Jul.                                             | Ago.                                             | Sep.                                             | Oct.                                             | Nov.                                             | Dic.                                             | Anual                                            |
| ------------------------------------------------ | ------------------------------------------------ | ------------------------------------------------ | ------------------------------------------------ | ------------------------------------------------ | ------------------------------------------------ | ------------------------------------------------ | ------------------------------------------------ | ------------------------------------------------ | ------------------------------------------------ | ------------------------------------------------ | ------------------------------------------------ | ------------------------------------------------ | ------------------------------------------------ |
| Temp. máx. abs. (°C)                             | 16.8                                             | 20.7                                             | 23.9                                             | 28.2                                             | 29.5                                             | 34.3                                             | 39.3                                             | 36                                               | 32.6                                             | 28.1                                             | 20.7                                             | 18.3                                             | 39.3                                             |
| Temp. máx. media (°C)                            | 9.1                                              | 9.4                                              | 11                                               | 12.5                                             | 15.6                                             | 18.1                                             | 20.4                                             | 20.6                                             | 18.7                                             | 15.3                                             | 11.9                                             | 10                                               | 14.4                                             |
| Temp. media (°C)                                 | 6.7                                              | 6.8                                              | 8.1                                              | 9.2                                              | 12.1                                             | 14.5                                             | 16.7                                             | 16.8                                             | 15.1                                             | 12.3                                             | 9.2                                              | 7.6                                              | 11.3                                             |
| Temp. mín. media (°C)                            | 4.2                                              | 4.2                                              | 5.1                                              | 5.8                                              | 8.5                                              | 10.8                                             | 12.8                                             | 13                                               | 11.4                                             | 9.3                                              | 6.5                                              | 5.2                                              | 8.1                                              |
| Temp. mín. abs. (°C)                             | -14                                              | -13.4                                            | -4.9                                             | -3                                               | 0                                                | 3.8                                              | 6                                                | 6                                                | 3.3                                              | -1.5                                             | -6.6                                             | -10.1                                            | -14                                              |
| Precipitación total (mm)                         | 138.5                                            | 127                                              | 97.5                                             | 84.5                                             | 72.6                                             | 58.9                                             | 50.9                                             | 60.3                                             | 92.1                                             | 119.1                                            | 125                                              | 143                                              | 1169.4                                           |
| Horas de sol                                     | 62.9                                             | 91.3                                             | 121                                              | 173.3                                            | 203.8                                            | 211.1                                            | 212.2                                            | 203                                              | 169.5                                            | 116.1                                            | 82.8                                             | 61.3                                             | 1679.7                                           |
| Fuente: Base de datos Meteo Climat Stats         |                                                  |                                                  |                                                  |                                                  |                                                  |                                                  |                                                  |                                                  |                                                  |                                                  |                                                  |                                                  |                                                  |

## Monumentos y lugares de interés

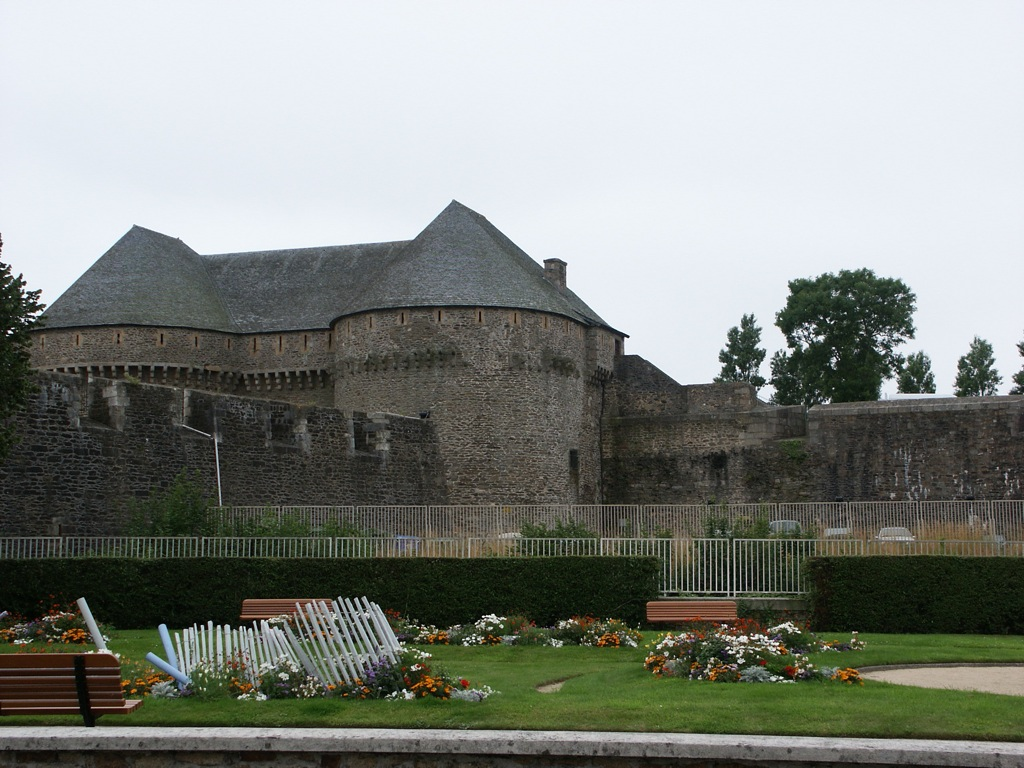
Castillo de Brest

- Castillo de Brest

## Educación
- Brest Business School
- École nationale supérieure de techniques avancées Bretagne
- IMT Atlantique

## Deportes
El club de fútbol local, el Stade Brestois 29, compite en la primera categoría del fútbol de Francia, la Ligue 1. Su estadio es el Stade Francis-Le Blé con un aforo mayor a los 15 000 espectadores.

## Ciudades hermanadas
Brest está hermanada con varias ciudades del mundo, como: 
- Denver (Estados Unidos)
- Tarento (Italia)
- Kiel (Alemania)
- Cádiz (España, desde 1987)
- La Coruña (España)
- Plymouth (Reino Unido)
- Yokosuka (Japón)
- Dún Laoghaire (Irlanda)
- Comodoro Rivadavia (Argentina)[7]